# Рюгенвальде (замок)
Замок Рюгенвальде или Герцогский замок в Дарлово (нем. Schloss Rügenwalde, пол. Zamek Książąt Pomorskich w Darłowie) — старинная крепость на севере Польши, в Западно-Поморском воеводстве. Главная башня замка (бергфрид) возвышается на высоту 24 метра.

## История

### Ранний период
Укрепления на острове Виппер (где позднее появился замок в Дарлово) существовали с древнейших времён.

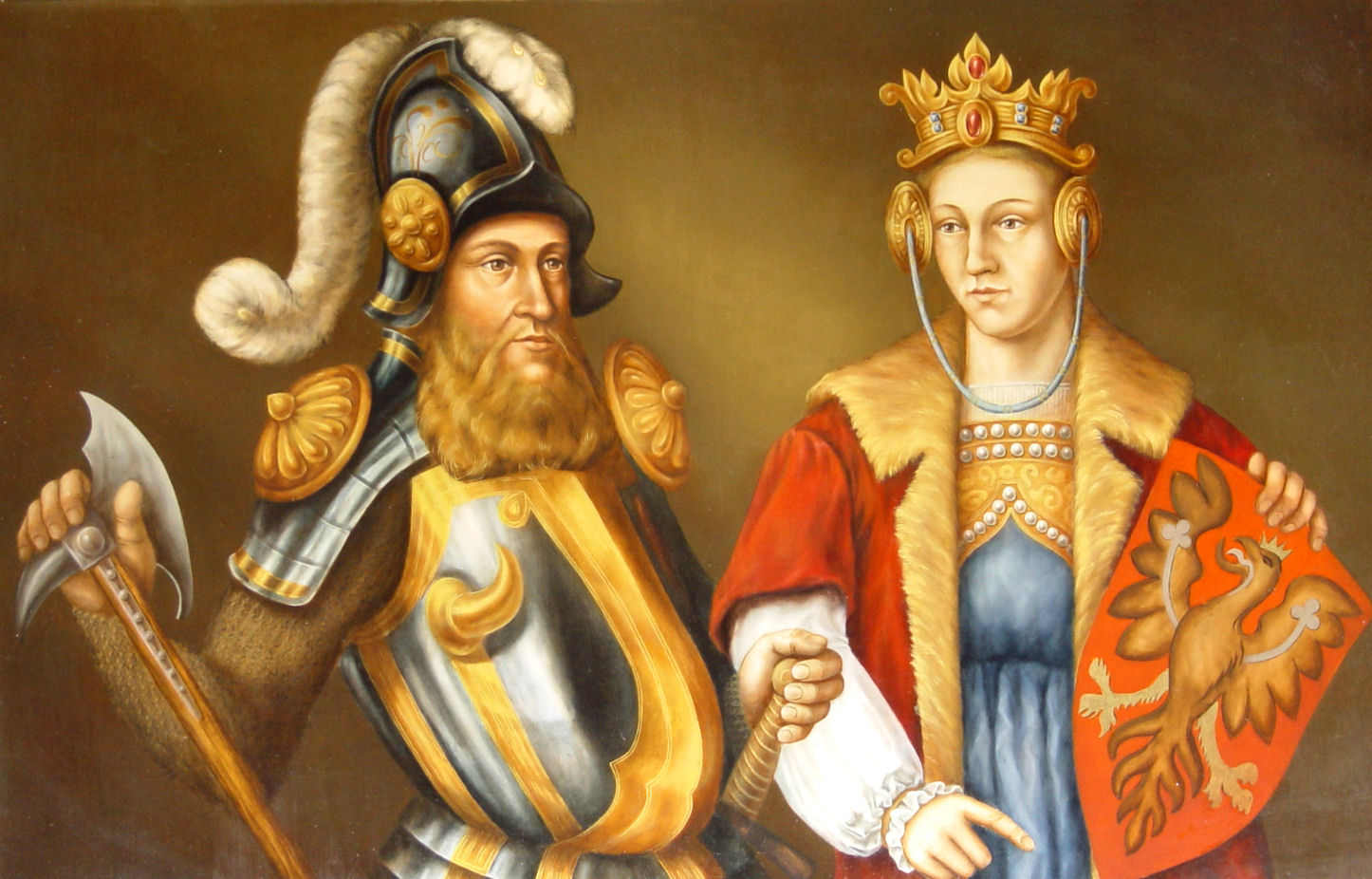
Богуслав V Великий с супругой

Строительство замка началось в 1352 году во время правления Богуслава V Великого, который выкупил остров и решил создать там свою резиденцию. В этот период шло активное сотрудничество властей Польши с Ганзейским союзом. Поэтому строительство порта и защитных сооружений на Балтийском побережье отвечало общим интересам. Немцы называли крепость Рюгенвальде.
В 1449—1459 годах замок был перестроен Эриком I Померанским по образцу бывшей резиденции князей Кронборгских. Эрик Померанский очень полюбил Рюгенрвальде и провёл здесь последние десять лет своей жизни.
С 1474 по 1483 годы в замке проживала жена Эрика II Померанского, герцогиня София (1436—1497). Она была дочерью герцога Богуслава IX и мазовецкой принцессы Марии. Местные легенды называют Софию «белой дамой», чей призрак до сих пор бродит по крепости.

### Эпоха Ренессанса
В 1622 году при герцоге Богуславе XIV замок перешёл под контроль Дании. После его смерти замок стал владением династии Ольденбургских герцогов.
В 1653 году замок как и значительная часть Померании оказались под властью правителей Бранденбурга и позднее вошёл в состав Прусского королевства.
Замок потерял статус резиденции и некоторое время использовался как огромный склад соли.
В 1773 году прусский король Фридрих Вильгельм III приказал снести внешние стены замка, а в самом замке разместить военные казармы.

### XIX-XX века
В 1807—1808 годах в крепости размещался госпиталь для солдат наполеоновской армии.
В 1840 году после коронации Фридриха Вильгельма IV здесь проходили пышные празднества в честь нового короля Пруссии.
В середине XIX века часть замка использовалась как тюрьма, а другая — как склад зерна. Власти поднимали даже вопрос о сносе бывшей крепости. Но к счастью этого не произошло. Позднее на владение замком претендовал Кристиан IX Глюксбург. Он желал превратить его в свою резиденцию.
После долгих усилий Кристиан IX сумел получить разрешение на владение замком и потратил огромные средства на его восстановление и перестройку. Представители династия Глюксбургов проживали в замке до 1912 года, до смерти Фредерика VIII. После этого амбициозный Кристиан X решил превратить замок в музей. Он осуществил свою мечту в 1930 году.
Во время Второй мировой войны замок почти не пострадал. В 1945 году Дарлово, как вся Померания, стали частью Польской народной республики. В замке был организован краеведческий музей. В 1971—1988 годах здания были отреставрированы.

## Архитектура
Первый этап строительства замка длился с 1352 по 1372 год. Это было прямоугольное сооружение, занимавшее площадь 32 × 34 метра. Высота зубчатых стен достигала 14 метров.
По приказу Эрика I Померанского замок был значительно расширен и превратился в роскошную резиденцию.
Новая реконструкция произошла в правление Богуслава X (1454—1523). Замок становился всё больше похож на роскошный дворец, а не на неприступную крепость.
Во внешнем облике замка всё явственнее чувствовалось влияние ренессанса. С XVII века многие постройки серьёзно не изменились.

## Галерея

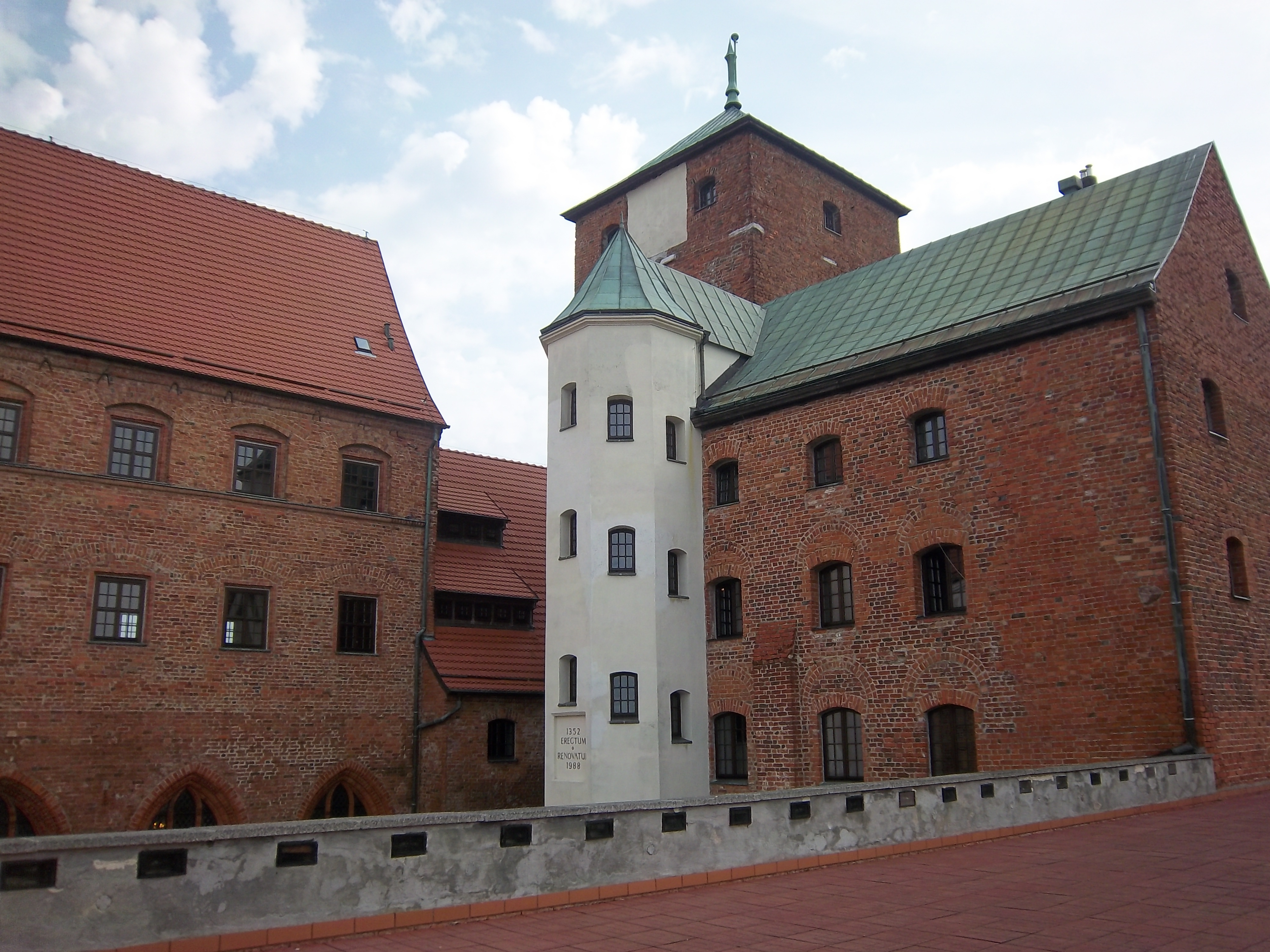
Здания замка и лестничная башня
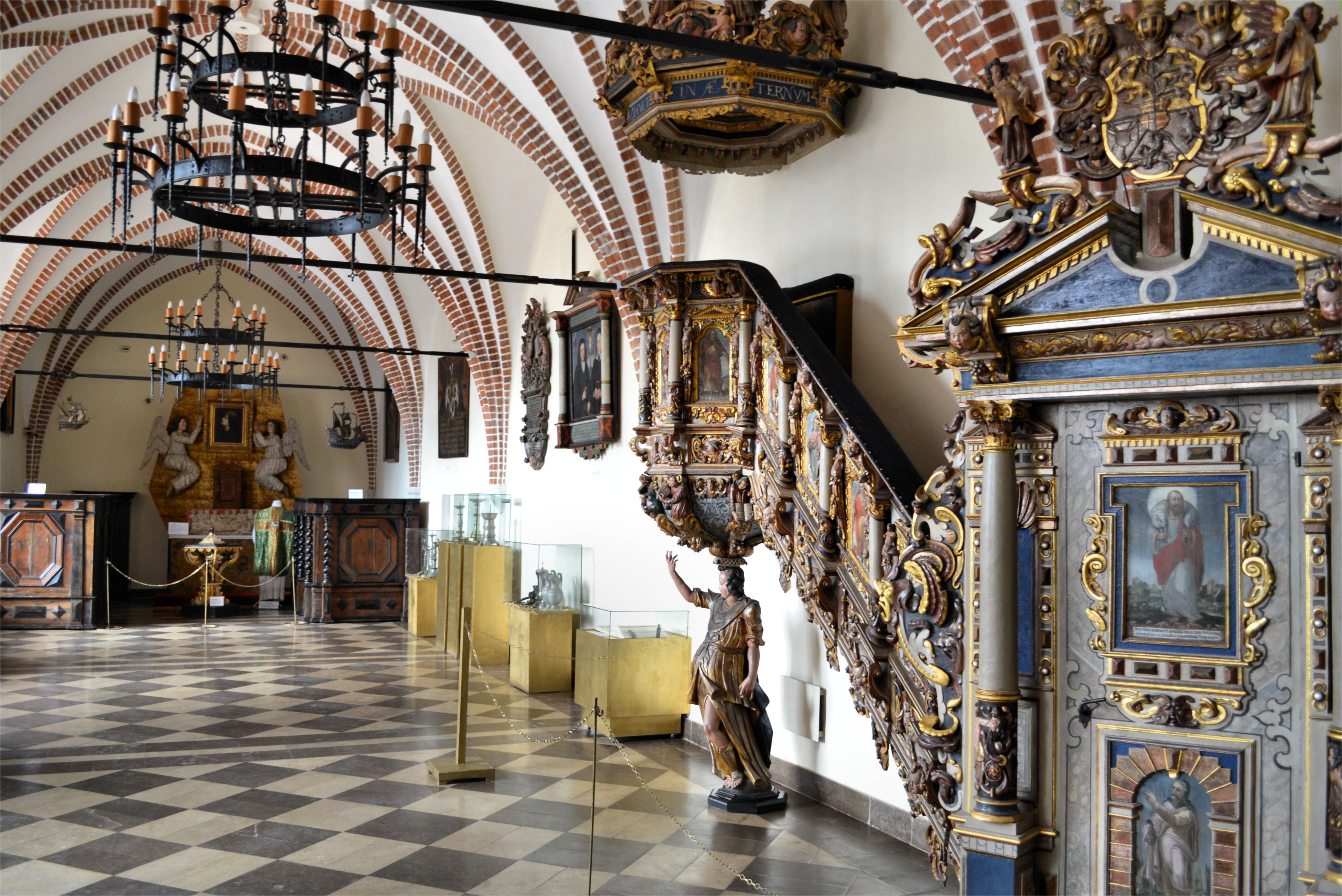
Бывшая замковая капелла
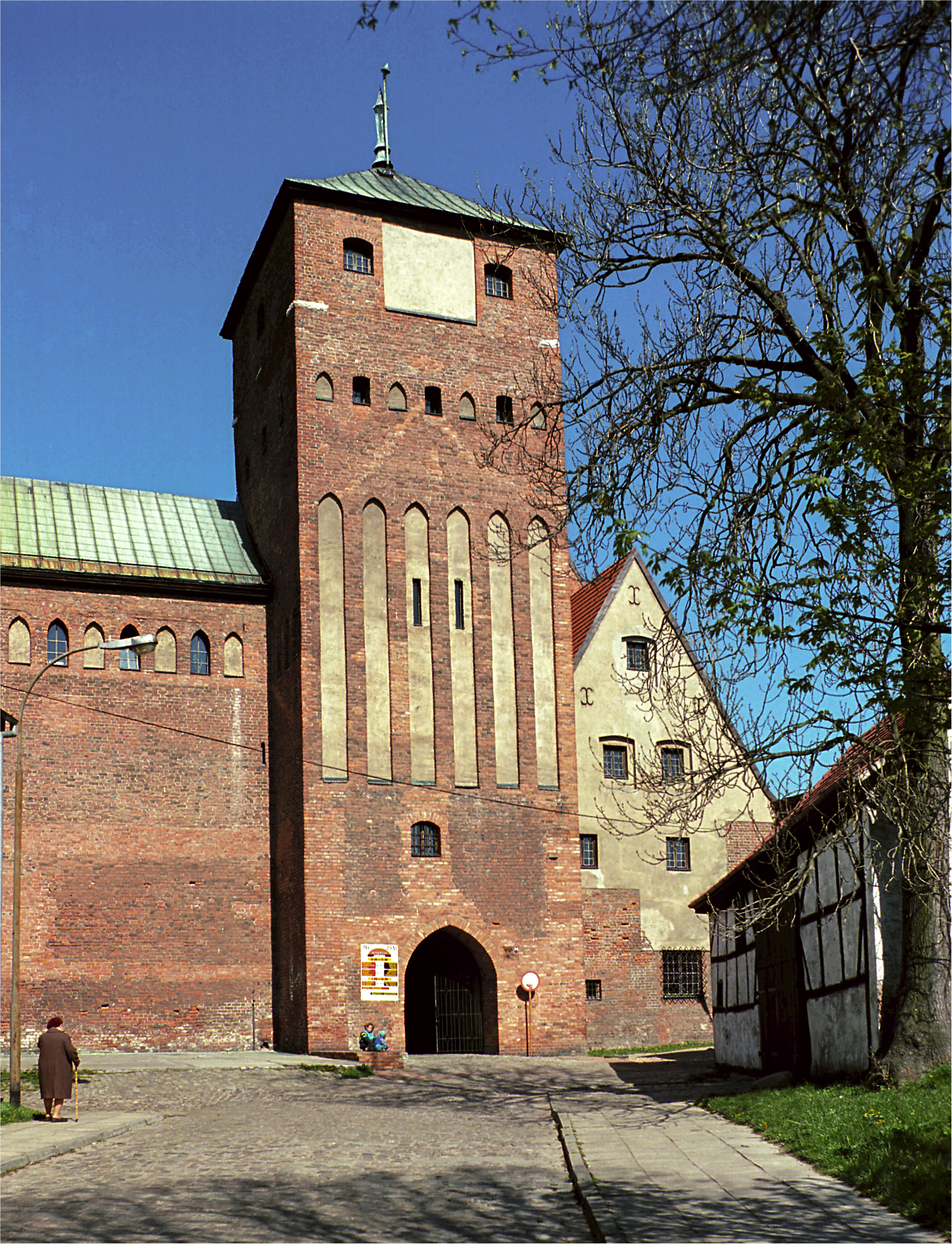
Башенные ворота
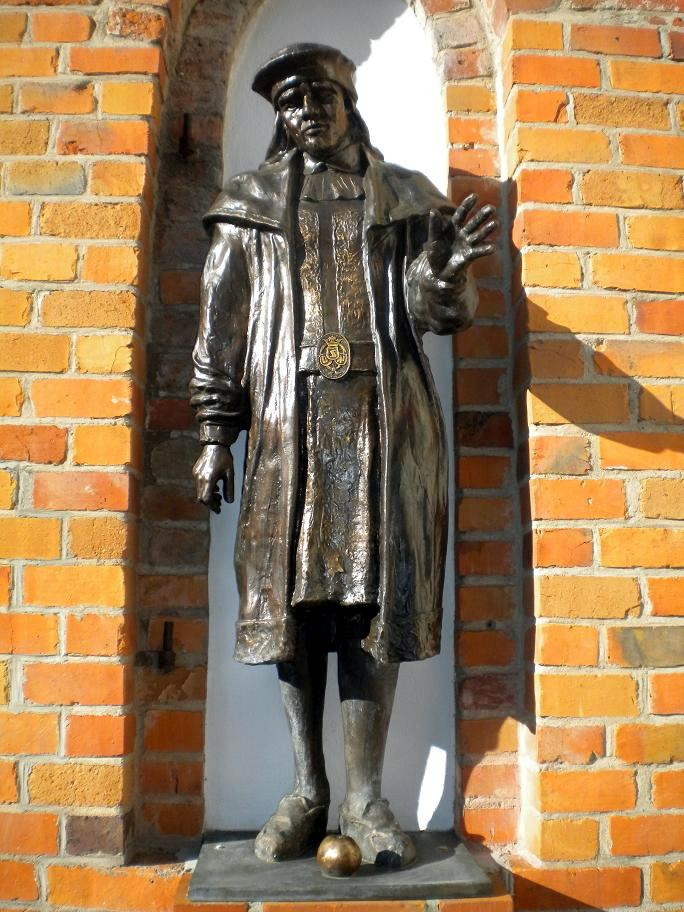
Статуя короля Эрика II Померанского
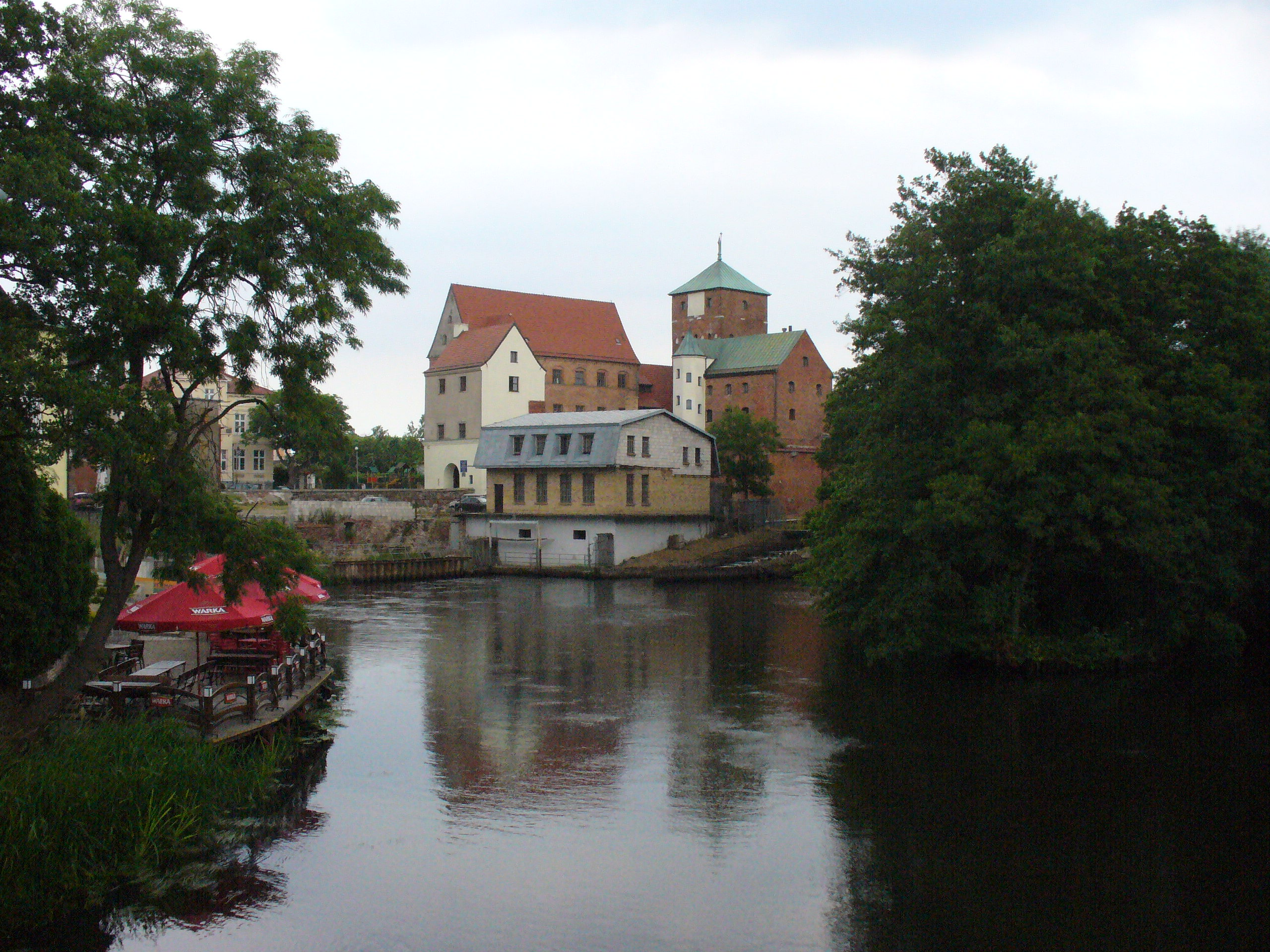
Вид замка со стороны воды